# Vetlovka
Vetlovka (en rus: Ветловка) és un poble (un possiólok) de l'óblast d'Uliànovsk, a Rússia, que el 2010 tenia 44 habitants. Pertany al districte municipal de Kuzovàtovo.